# Antti Huusari
Antti Huusari (eigentlich Anton Huusari; * 10. Juli 1898 in Myllykoski, Kouvola; † 16. Februar 1973 ebd.) war ein finnischer Zehnkämpfer.
Bei den Olympischen Spielen 1924 in Paris wurde er Vierter mit seiner persönlichen Bestleistung von 7005,175 Punkten.